# Blindspår
Blindspår är en svensk kriminalserie i fyra delar, med premiär på Prime Video den 24 januari 2025. Serien är baserad på Anne Holts roman "1222 över havet". Seriens manus är skrivet av Sara Heldt och Erik Skjoldberg. Skjoldberg har svarat för regin. Den har beskrivits som en pusseldeckare i Agatha Christie-anda.

## Handling
När ett tåg på väg från Stockholm till Narvik kolliderar med en lavin tvingas passagerare söka skydd i det gamla fjällhotellet intill. Bland passagerare finns polisen Hanne Wilhelmsen (Ida Engvoll). På hotellet sker flera mord. Hanne, som är tillfälligt avstängd från polisen, börjar ändå utreda vad som kan ha hänt. Till sin hjälp har hon läkaren Magnus (Pål Sverre Hagen).

## Rollista (i urval)
- Ida Engvoll – Hanne Wilhelmsen
- Pål Sverre Hagen – Magnus
- Kjell Bergqvist – Viktor
- Fabian Penje – Adrian
- Elli Osborne – Noa
- Sissela Kyle – Yvonne
- Hanna Oldenburg
- Dilan Gwyn – Feriha
- Edvard Olsson – Emil